# Leichtathletik-Weltmeisterschaften 1980
Die Leichtathletik-Weltmeisterschaften 1980 in der niederländischen Stadt Sittard bestanden aus zwei Frauenwettbewerben: einem 3000-Meter-Lauf und einem 400-Meter-Hürdenlauf. Beide Disziplinen hatten nicht zum Programm der Olympischen Spiele in Moskau (19. Juli bis 3. August 1980) gehört, die im gleichen Jahr stattfanden. Die Wettkämpfe wurden vom 14. bis 16. August 1980 im Stadion De Baandert ausgetragen. Es nahmen 42 Athletinnen aus 21 Ländern teil. Die Mannschaft der UdSSR sagte die Teilnahme ab.

## Resultate Frauen

### 3000 m
| Platz | Athletin           | Land | Zeit (min) |
| ----- | ------------------ | ---- | ---------- |
| 1     | Birgit Friedmann   | FRG  | 8:48,1 BR  |
| 2     | Karoline Nemetz    | SWE  | 8:50,2     |
| 3     | Ingrid Christensen | NOR  | 8:58,8     |
| 4     | Joëlle De Brouwer  | FRA  | 8:59,0     |
| 5     | Breda Pregar       | YUG  | 8:59,7     |
| 6     | Penny Werthner     | CAN  | 9:03,5     |
| 7     | Charlotte Teske    | FRG  | 9:04,3     |
| 8     | Eva Ernström       | SWE  | 9:07,7     |

Datum: 16. August

### 400 m Hürden
| Platz | Athletin         | Land | Zeit (s) |
| ----- | ---------------- | ---- | -------- |
| 1     | Bärbel Broschat  | GDR  | 54,55    |
| 2     | Ellen Neumann    | GDR  | 54,56    |
| 3     | Petra Pfaff      | GDR  | 55,84    |
| 4     | Mary Appleby     | IRL  | 56,51    |
| 5     | Esther Mahr      | USA  | 56,81    |
| 6     | Hilde Fredriksen | NOR  | 56,85    |
| 7     | Lynette Foreman  | AUS  | 58,24    |
|       | Christine Warden | GBR  | DSQ      |

Datum: 16. August